# رینگلند، نورفک
رینگلند (به انگلیسی: Ringland) یک روستا و محله مدنی در بریتانیا است که در Broadland واقع شده‌است. رینگلند ۵٫۰۵ کیلومتر مربع مساحت و ۲۵۰ نفر جمعیت دارد.